# 波号第二百二十九潜水艦
波号第二百二十九潜水艦（はごうだいにひゃくにじゅうきゅうせんすいかん）は、日本海軍の未成潜水艦。波二百一型潜水艦の28番艦。戦後遭難し、のち解体された。

## 艦歴
マル戦計画の潜水艦小、第4911号艦型の29番艦、仮称艦名第4939号艦として計画。1945年6月27日、佐世保海軍工廠で起工。
7月27日進水し、波号第二百二十九潜水艦と命名されて本籍を佐世保鎮守府に定められ、波二百一型潜水艦の28番艦に定められる。
終戦時未成。8月17日、工事中止が発令され工程75%で工事中止。のち悪天候のため浸水し、佐世保港内で着底した。
1946年10月から12月にかけて、佐世保船舶工業で解体された。